# براندان وايز
براندان وايز (بالإنجليزية: Brendan Wise)‏ هو لاعب كرة قاعدة أسترالي، ولد في 9 يناير 1986 في برث في أستراليا.

## وصلات خارجية
- براندان وايز على موقع دوري أستراليا لكرة القاعدة (الإنجليزية)
- براندان وايز على موقعبيزبول رفرنس.كوم (الدوري الثانوي) (الإنجليزية)